# Martin Seiferth
Martin Seiferth (* 18. September 1990 in Berlin) ist ein ehemaliger deutscher Basketballspieler.

## Karriere
Seiferth lernte das Basketballspiel wie sein gut ein Jahr älterer Bruder Andreas Seiferth unter anderem bei den Marzahner Basket Bären, mit denen er 2006 die deutsche Meisterschaft der Altersklasse U16 gewann. Später spielte er zusammen mit seinem Bruder und seinen ehemaligen Marzahner Mannschaftskameraden Niels Giffey, Steven Monse und Nico Adamczak für die Nachwuchsmannschaften des mehrfachen deutschen Herren-Meisters Alba Berlin in der Nachwuchs-Basketball-Bundesliga (NBBL). 2009 gewann Martin Seiferth auch den Meistertitel in der NBBL in der Altersklasse U19.
Seiferth war in der NBBL nur wenig eingesetzt worden und hatte ansonsten im Herren-Bereich nur in der Regionalliga für den VfB Hermsdorf gespielt. Im Unterschied zu gleichaltrigen Zweitligaspielern war Seiferth daher aber auch unmittelbar im US-amerikanischen Hochschulverband NCAA einsatzberechtigt. Im Unterschied zu seinem langjährigen Mannschaftskameraden Niels Giffey, der 2010 ein Stipendium an der Ostküste an der University of Connecticut bekam, hatte Seiferth ab 2010 einen Studienplatz an der Westküste an der University of Oregon, wo er zunächst für die Hochschulmannschaft Ducks in der Pacific-10 Conference spielte, für die bereits der frühere Basketballnationalspieler und später in Berlin ansässige Sven Meyer aktiv gewesen war. Hier kam Seiferth als Freshman jedoch nicht gut zurecht, wechselte die Hochschule und ging an die Eastern Washington University. Nach dem Hochschulwechsel war Seiferth zunächst ein Jahr nicht spielberechtigt in Meisterschaftsspielen der NCAA, bevor er ab 2012 für die Eagles in der Big Sky Conference spielte. Bei den Eagles bekam Seiferth mehr Spielanteile und empfahl sich als defensivstarker Innenspieler. In Seiferths Zeit blieben die Eagles jedoch zunächst ohne weitere Postseason-Teilnahme.
Nach Studienende 2014 kehrte Martin Seiferth in seine Heimatstadt zurück und bekam einen Vertrag in der ersten Mannschaft von Alba Berlin in der höchsten deutschen Spielklasse Basketball-Bundesliga. Dort spielte er erneut mit Niels Giffey zusammen. Nach einer Verletzung in der Saisonvorbereitung verpasste Seiferth jedoch den Saisonstart beim vormaligen Vizemeister und Pokalsieger und kam erst zu zwei Kurzeinsätzen nach einer Verletzung seines Mannschaftskameraden Jonas Wohlfarth-Bottermann. Durch die Verpflichtung des erfahreneren Jannik Freese auf seiner Position kamen zunächst keine weiteren Bundesliga-Einsätze hinzu, wobei Seiferth in der Gruppenphase der 16 besten Mannschaften des höchsten europäischen Vereinswettbewerbs Euroleague ebenfalls auf zwei Einsätze kam.
Zur Saison 2015/16 wechselte er zu BV Chemnitz 99 in die 2. Bundesliga ProA und ging im Sommer 2017 innerhalb der ProA zum USC Heidelberg.
Nach einem Jahr Heidelberg schloss sich Seiferth im Sommer 2018 dem Zweitligakonkurrenten Paderborn Baskets an. Er spielte bis 2020 bei den Ostwestfalen und beendete danach seine Laufbahn als Profispieler. Im Amateurbereich spielte er ab Frühjahr 2023 für den Regionalligisten BG 2000 Berlin. Nach dem Aufstieg in die dritthöchste Spielklasse bestritt Seiferth in der Saison 2023/24 noch 15 Spiele für die Berliner in der 2. Bundesliga ProB. Auch sein Bruder Andreas zählte zur Mannschaft.